# Dracula père et fils
Dracula père et fils is een Franse film van Edouard Molinaro die werd uitgebracht in 1976. 
Het scenario is gebaseerd op de roman Paris Vampire (1970) van Claude Klotz (pseudoniem Patrick Cauvin).

## Verhaal
Graaf Dracula en zijn zoon moeten het familiekasteel in Transsylvanië verlaten omdat de communistische machthebbers het hebben gevorderd. Ze zoeken een nieuw onderkomen in West-Europa.
Onderweg raken ze elkaar helaas kwijt. Vader Dracula komt terecht in Groot-Brittannië waar hij hoofdrolspeler wordt in horrorfilms. Zoon Dracula strandt aan de Franse kust waar hij werk vindt maar als gastarbeider heel wat tegenslagen kent.
Wanneer vader Dracula filmopnames moet doen in Frankrijk brengt het lot hen weer samen. 

## Rolverdeling
| Acteur                | Personage                        |
| --------------------- | -------------------------------- |
| Christopher Lee       | graaf Dracula                    |
| Bernard Menez         | Ferdinand Poitevin               |
| Marie-Hélène Breillat | Nicole Clément                   |
| Catherine Breillat    | Hermine Poitevin                 |
| Bernard Alane         | Jean                             |
| Jean-Claude Dauphin   | Cristéa/Christian Polanski       |
| Anna Gaël             | miss Gaylor                      |
| Claude Génia          | Marguerite                       |
| Xavier Depraz         | butler van Dracula               |
| Cédric Dumond         | kleinzoon van Dracula            |
| Anna Prucnal          | actrice met de witte kat         |
| Raymond Bussières     | oude man aan de A.N.P.E          |
| Lyne Chardonnet       | verpleegster                     |
| Robert Dalban         | receptionist van het hotel       |
| Gérard Jugnot         | verantwoordelijke van de fabriek |
| Jacques Boudet        | filmregisseur in Parijs          |
| Marthe Villalonga     | vrouw in de metro                |